# Mike Norris
Michael Kelvin Norris (né le 19 mars 1955 à San Francisco, Californie, États-Unis) est un ancien joueur professionnel de baseball.
Il évolue comme lanceur partant pour les Athletics d'Oakland de la Ligue majeure de baseball de 1975 à 1983, puis comme lanceur de relève pour la même équipe en 1990.

## Carrière

### Saison 1980
Mike Norris, un lanceur droitier adepte de la balle tire-bouchon, est surtout connu pour sa saison 1980, où il débute 33 matchs des Athletics, réussit 24 matchs complets dont un blanchissage, et maintient une moyenne de points mérités de 2,53 en 284 manches et un tiers lancées. Norris termine cette année-là deuxième au vote de fin d'année désignant le lauréat du trophée Cy Young du meilleur lanceur de la Ligue américaine. Le prix est remis à Steve Stone, bien que Norris domine son rival dans à peu près toutes les catégories statistiques, à l'exception des victoires : Stone gagne 25 parties contre 7 défaites pour les Orioles de Baltimore, contre une fiche de 22-9 pour le lanceur d'Oakland.

### Saison 1981
Mike Norris honore une sélection au match des étoiles en 1981 et remporte en 1980 et 1981 le Gant doré du meilleur joueur défensif à la position de lanceur dans la Ligue américaine.
En 1981, il maintient une moyenne de points mérités de 1,65 en 16 manches et deux tiers lancées dans les séries éliminatoires. De ses deux départs, l'un est un blanchissage de 4-0 des Royals de Kansas City en ouverture de la Série de divisions, et l'autre est une défaite aux mains des Yankees de New York dans le premier match de la Série de championnat de la Ligue américaine.

### Dernières saisons
Il lance pour Oakland jusqu'en 1983 et rate toute la saison 1984 après une blessure à l'épaule. Sa carrière apparaît à toutes fins pratiques terminée alors qu'il n'a que 28 ans, vraisemblablement victime de la considérable charge de travail qu'imposait le gérant Billy Martin aux lanceurs des A's au début des années 1980 : les partants Rick Langford, Matt Keough et Brian Kingman ont également vu leurs carrières décliner rapidement après avoir subi le même traitement et souffert de blessures.
De l'aveu même de Norris, sa carrière est aussi sérieusement handicapée par sa consommation de cocaïne. En février 1985, il est arrêté en possession de cocaïne à Oakland et suit un traitement contre l'addiction. Déterminé à revenir au jeu après une opération à l'épaule, des arrestations pour possession de drogue et pour conduite en état d'ébriété, Norris réussit un retour avec Oakland, jouant 14 matchs comme lanceur de relève après avoir été hors des majeures depuis le 6 août 1983.
Norris joue son dernier match dans le baseball majeur le 4 juillet 1990. Il termine sa carrière avec 58 victoires, 59 défaites, 52 matchs complets, 7 blanchissages, 636 retraits sur des prises et une moyenne de points mérités de 3,89 en 1 124 manches et un tiers lancées en 201 matchs, dont 157 comme lanceur partant.

## Vie personnelle
Depuis 1999, Mike Norris est atteint de sténose cervicale, qui se traduit par un rétrécissement du canal spinal cervical. Il souffre d'une paralysie partielle des membres inférieurs et marche avec le support de béquilles,.